# Pewel Ślemieńska
Pewel Ślemieńska ist eine Ortschaft mit einem Schulzenamt der Gemeinde Świnna im Powiat Żywiecki der Woiwodschaft Schlesien in Polen.

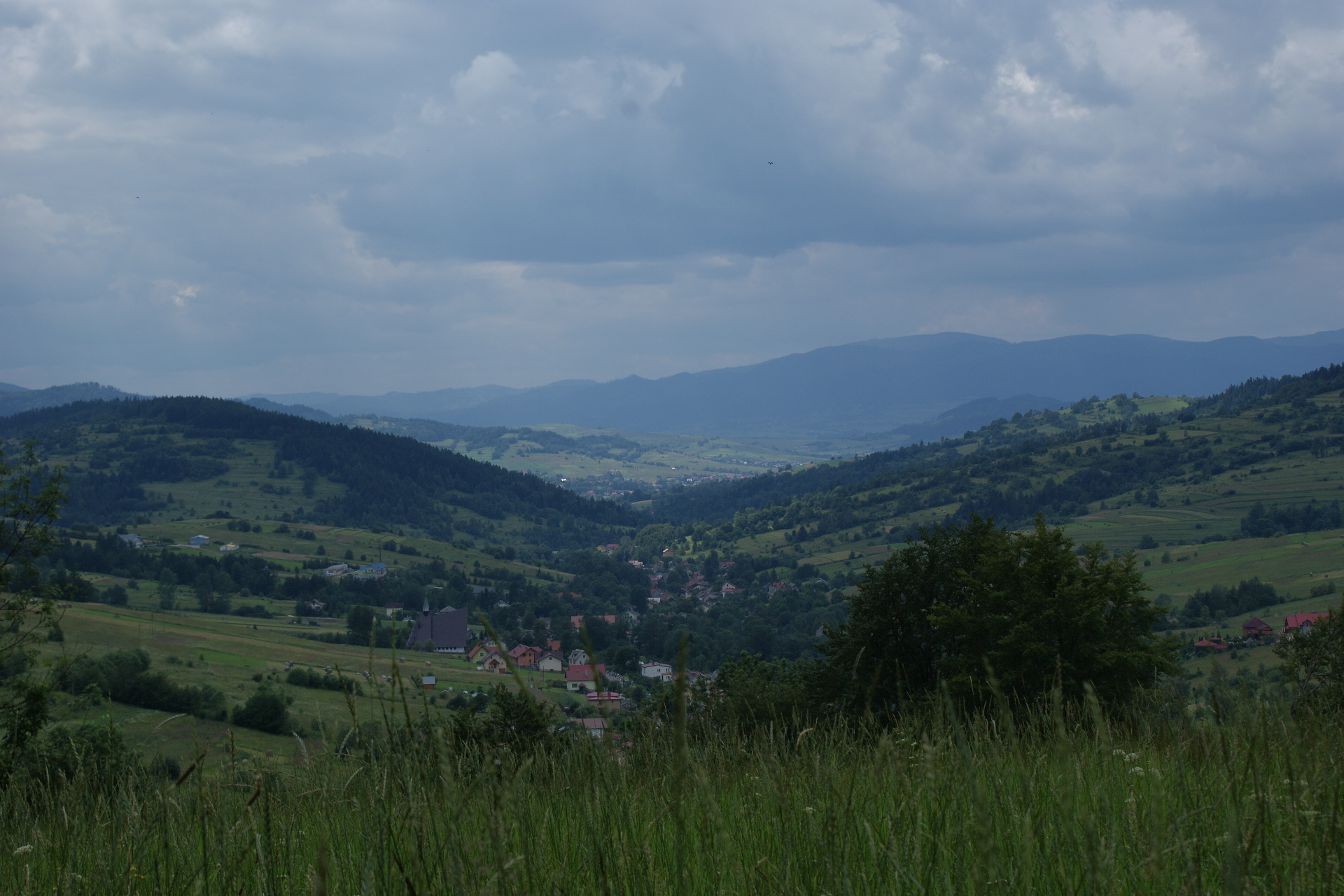
Überblick auf das Dorf

## Geographie
Der Ort liegt am Bach Pewlica, einem rechten Zufluss der Koszarawa, in den Makower Beskiden. Die Nachbarorte sind Ślemień im Nordosten, Pewel Wielka im Südosten, Jeleśnia im Süden, Mutne im Südwesten, Rychwałdek im Westen, Rychwałd im Nordwesten, sowie Gilowice im Norden.

## Geschichte
Andrzej Komoniecki (1658–1729), der Vogt von Żywiec (Saybusch), erwähnt in seiner Chronik des Saybuscher Landes aus dem frühen 18. Jahrhundert das Dorf Pewle erstmals im Jahr 1562, und im Jahr 1600 gab es noch nur einen Ort Pewla, das am wahrscheinlichsten das spätere Pewel Ślemieńska war. Weiter in der Narration unterschied Komoniecki aber schon zwei Orte namens Pewla: Pewla Żywiecka (Wielka?) und Pewla Ślemieńska. Etwas später entstanden noch Pewel Mała und Pewelka, also gibt es insgesamt in der Umgebung vier Orte, die mit der ursprünglichen Pewle verbunden sind. Obwohl nach Komoniecki Pewla von einem gewissen Paweł (Paul) gegründet wäre, während eine örtliche Sage über drei Brüder namens Paweł spricht, die onomastische Erläuterung leitet der Name vom gleichnamigen Bach ab, wo der Kern pew- ≤ plv- sich auf die Verben plwać, pluć und płynąć (fließen) bezieht und endet mit dem Suffix -el ≤ -ьlь.
Im Unterschied zu Pewel Wielka und Pewel Mała in den Gütern von Jeleśnia im Land Saybusch gehörten Pewel Ślemieńska (oft nur Pewel benannt) und Pewelka ab dem Jahr 1608 zur Herrschaft Ślemień. Administrativ gehörten alle diese wahrscheinlich durch Walachen gegründete Ortschaften zum Kreis Schlesien in der Woiwodschaft Krakau, ab 1569 in der Adelsrepublik Polen-Litauen.
Bei der Ersten Teilung Polens kam das Dorf 1772 zum neuen Königreich Galizien und Lodomerien des habsburgischen Kaiserreichs (ab 1804). Ab 1782 gehörte es dem Myslenicer Kreis (1819 mit dem Sitz in Wadowice). Nach der Aufhebung der Patrimonialherrschaften bildete es nach 1850 eine Gemeinde im Bezirk Saybusch.
1918, nach dem Ende des Ersten Weltkriegs und dem Zusammenbruch der k.u.k. Monarchie, kam Pewel Ślemieńska zu Polen. Unterbrochen wurde dies nur durch die Besetzung Polens durch die Wehrmacht im Zweiten Weltkrieg. Es gehörte dann zum Landkreis Saybusch im Regierungsbezirk Kattowitz in der Provinz Schlesien (seit 1941 Provinz Oberschlesien).
Von 1975 bis 1998 gehörte Pewel Ślemieńska zur Woiwodschaft Bielsko-Biała.

## Persönlichkeiten
- Zdzisław Józef Kijas (* 1960), polnischer Priester, Professor der Theologie.